# Café Loos
Café Loos, officieel Grand Café-Restaurant Loos, is een horecagelegenheid in Rotterdam. Het werd in 1908 geopend aan het Hofplein, maar sloot in 1940 nadat het zwaar was beschadigd bij het Bombardement op Rotterdam. Sinds 1988 is het gevestigd in het Atlantic Huis aan de Veerhaven. Het is het een van de bekendste grand café-restaurants van de stad.

## Geschiedenis

### Café Loos aan het Hofplein
Café-restaurant Loos begon in 1908 aan het Hofplein in het vooroorlogse Rotterdam en verving het voormalige Café Boneski, dat was gesloopt om plaats te maken voor het toen nieuwe Station Hofplein. Het café was een activiteit van horeca-ondernemer C.N.A. Loos (roepnaam Nelis) uit Hillegersberg, de man naar wie de C.N.A. Looslaan is genoemd. Het café was gevestigd op de begane grond van een kenmerkend halfrond pand in neoromaanse architectuur met Amerikaanse invloeden en jugendstildecoraties.
Het etablissement was gevestigd op een zeer druk plein, met aan de voorkant de hoofdweg en tramlijn, aan weerszijden van het café een smalle straat. Vlak bij het café waren de in- en uitgangen van het kopstation van de Spoorlijn Rotterdam Hofplein - Scheveningen en direct daar achter liep het zogenoemde Luchtspoor van de Spoorlijn Breda - Rotterdam. Het café liep goed, aan het Hofplein stonden meerdere cafés, het was een uitgaanscentrum.
Boven het café was op de eerste verdieping het restaurant gevestigd, met uitzicht over het drukke Hofplein. Op de tweede verdieping waren feestzalen gevestigd. De mahoniehouten betimmeringen en de meubels waren gemaakt door Rotterdamse firma Allan & Co.. In de café- en restaurantzalen waren de betonnen kolommen en balken zichtbaar, wat nogal kaal oogde. Om dit probleem op te lossen werden ze bedekt met meerdere Jugendstil versieringen van de toen jonge ontwerper Jaap Gidding. Hij ontwierp ook de keramiek-tegeltableaus boven de twee schouwen aan weerszijden van het buffet. Deze tableaus symboliseerden het begin- en eindpunt van de spoorlijn. Het ene paneel toonde Rotterdam met schepen op de Maas, het andere de branding van Scheveningen met vogels en vissen. De tableaus waren, net als die aan de voorgevel, uitgevoerd door de Delftse aardewerkfabriek De Porceleyne Fles.
Toen op 14 mei 1940 het centrum van Rotterdam werd gebombardeerd raakte Café Loos - evenals het station - ernstig beschadigd. Hoewel de muren grotendeels overeind waren blijven staan besloot de gemeente het pand te slopen. Het zou 48 jaar duren voor er in Rotterdam weer een Café Loos opende.

Afbeeldingen
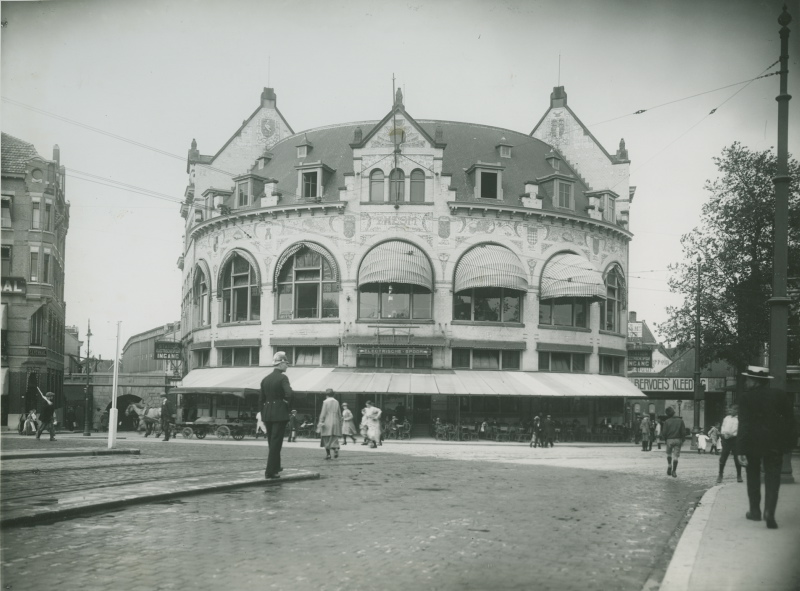
Café Loos met de kenmerkende halfronde voorgevel aan het Hofplein in de jaren 1920.
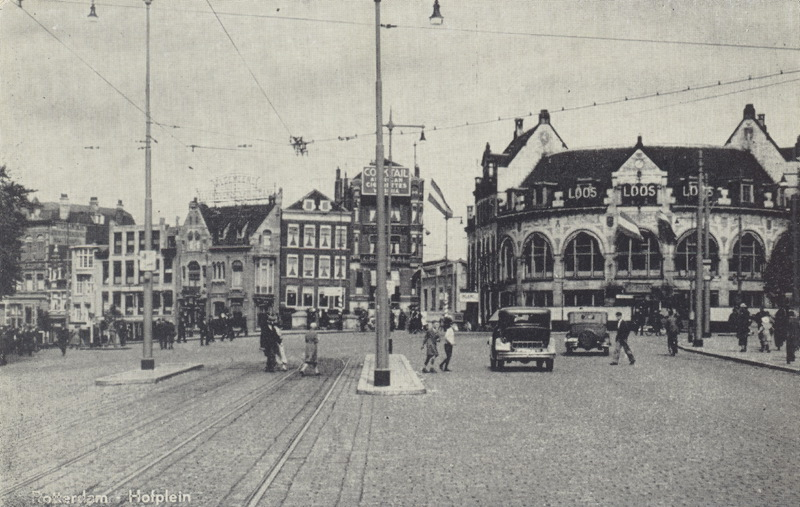
In de laatste jaren voor de oorlog kreeg het gebouw de groot uitgevoerde belettering.
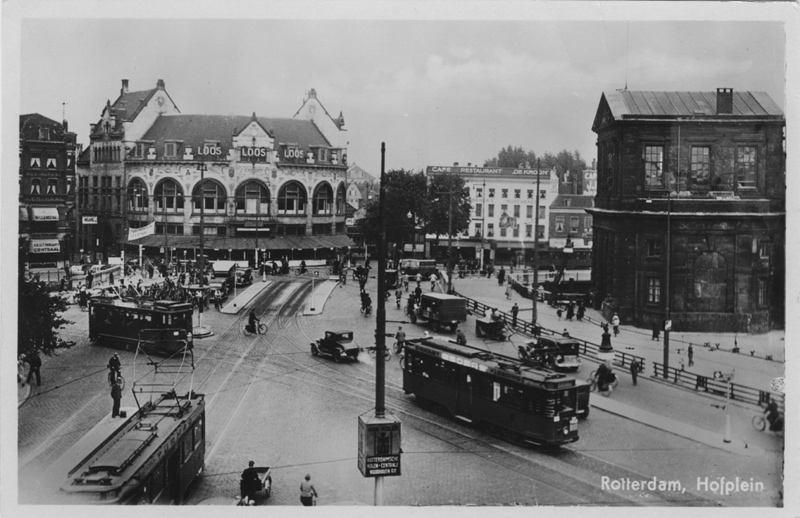
Op de locatie waren ook Grand-café de Kroon en de Delftsche Poort gevestigd.
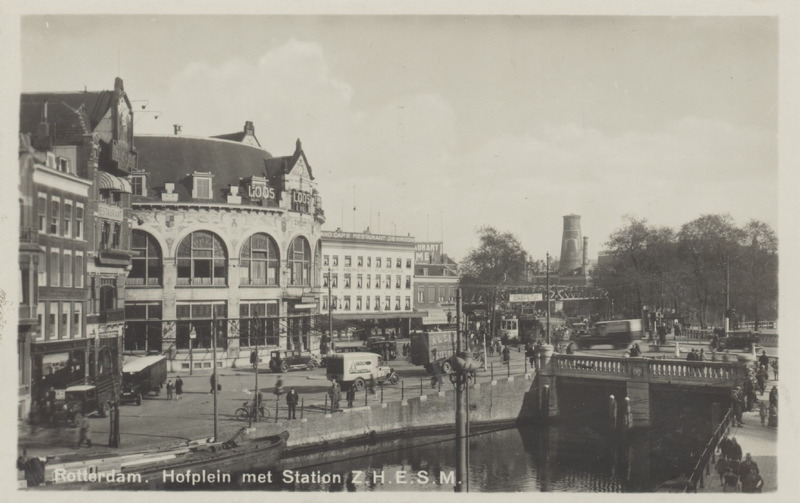
Voor het gebouw de Rotterdamse Schie, met Schiebrug, achter de brug het luchtspoor.
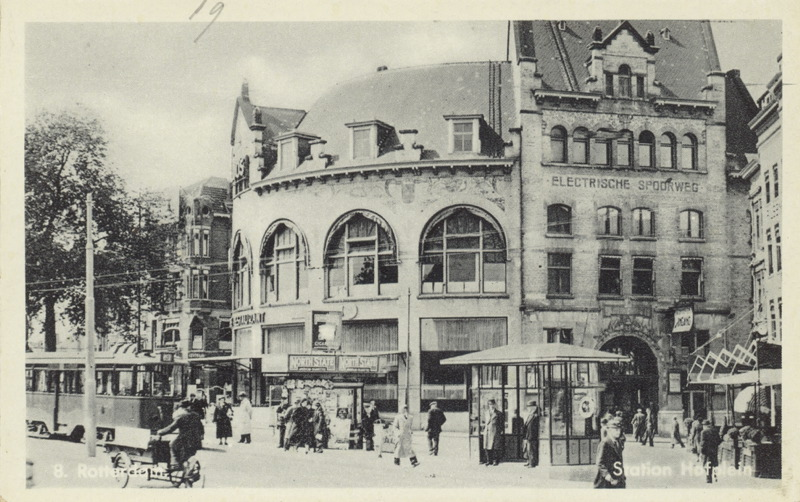
Aan weerszijden lagen de ingangen van Station Rotterdam Hofplein, met erachter het kopstation vanwaar de treinen naar Scheveningen vertrokken.
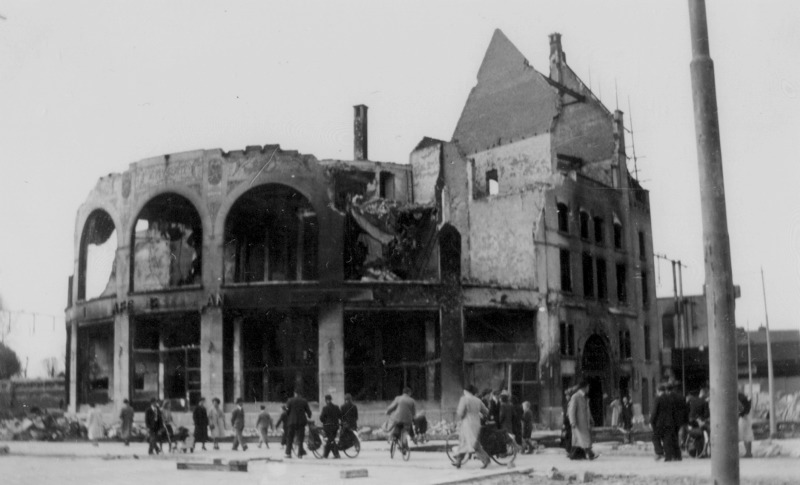
Het gebouw werd - evenals Station Rotterdam Hofplein - tijdens het bombardement van 1940 zwaar beschadigd en niet herbouwd.
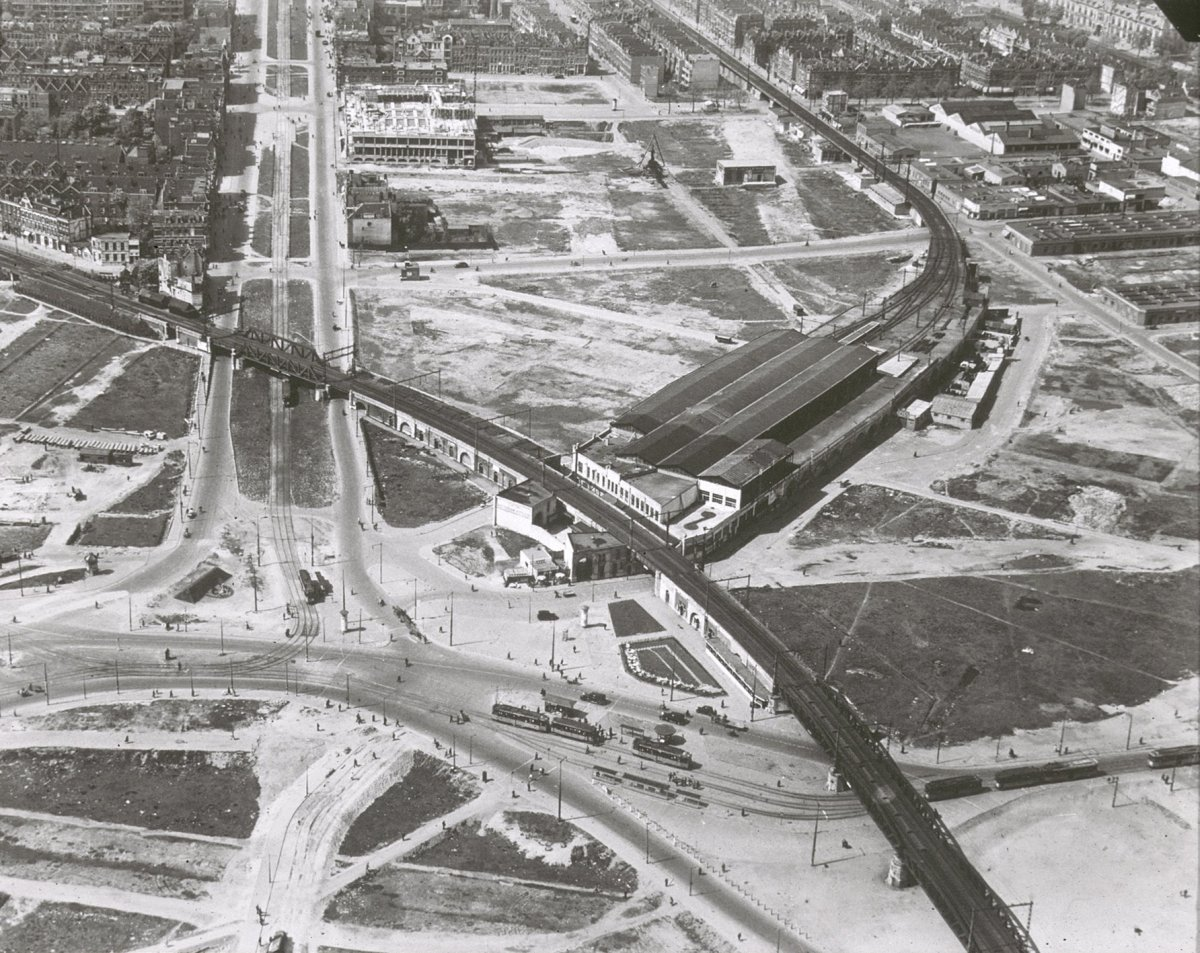
Luchtfoto van het Hofplein nadat het puin geruimd was. Tot 14 mei 1940 stond hier Café Loos.

### Café Loos aan het Westplein
In 1988 opende een nieuw Café Loos bij het Westplein in het Scheepvaartkwartier. Initiatiefnemers waren Hans Loos, achterkleinzoon van C.N.A. Loos, en Daan van der Have. In die tijd was het Scheepvaartkwartier vooral een plek met animeerbars en kantoren.
De inspiratie voor de oprichters van het nieuwe café was de bekende Parijse bistro La Coupole. Het interieur van het nieuwe café is sinds de opening vrijwel gelijk gebleven en combineert een grootstedelijke grandeur met de Rotterdamse zakelijkheid. In 2013 was tevens besloten om in het café en restaurant één kaart in te voeren.
Het café was destijds een van de eerste grand cafés met internationale allure in de stad en wordt bezocht door zowel casuele als zakelijke gasten.
In 2013 vierde het café zijn 25-jarig bestaan.